# 亞拉涅齊 (托馬什皮利區)
48°22′46″N 28°29′27″E / 48.37944°N 28.49083°E
亞拉涅齊（烏克蘭語：Яланець）是位於烏克蘭西南部文尼察州裏圖利欽區的村莊，始建於1435年，面積4.11平方公里，海拔高度161米，2023年人口1,400。
文尼察地區一個只有一千名居民居住的村莊卻接納了近400名移民 （页面存档备份，存于）